# François-Nicholas-Madeleine Morlot
François-Nicholas-Madeleine Morlot, francoski rimskokatoliški duhovnik, škof in kardinal, * 28. december 1795, Langres, † 29. december 1862.

## Življenjepis
27. maja 1820 je prejel duhovniško posvečenje.
10. marca 1839 je bil imenovan za škofa Orleansa; 8. julija je bil potrjen in 18. avgusta istega leta je prejel škofovsko posvečenje.
28. junija 1842 je bil imenovan za nadškofa Toursa; potrjen je bil 27. januarja 1843.
7. marca 1853 je bil povzdignjen v kardinala in imenovan za kardinal-duhovnika Ss. Nereo ed Achilleo.
24. januarja 1857 je bil imenovan za nadškofa Pariza, 19. marca je bil potrjen in 25. aprila istega leta je bil ustoličen.